# District d'Ambedkar Nagar
Le district d'Ambedkar Nagar (en hindi : अंबेडकर नगर ज़िला, en ourdou : امبیڈکر نگر ضلع) est l'un des districts de la division de Faizabad dans l'État de l'Uttar Pradesh en Inde.

## Géographie
Il a été nommé en mémoire de Bhimrao Ramji Ambedkar un éminent leader des intouchables et l'un des rédacteurs de la constitution de l'Inde.
Le centre administratif du district est la ville d'Akbarpur.
La superficie du district est de 2 350 km2 et la population était en 2011 de 2 397 888 habitants.
Son taux d'alphabétisation est de 74.37%.